# Leptobrachium waysepuntiense
Leptobrachium waysepuntiense es una especie de anfibios de la familia Megophryidae.

## Distribución geográfica
Es endémica de Sumatra (Indonesia).